# 彭朝克道尔吉

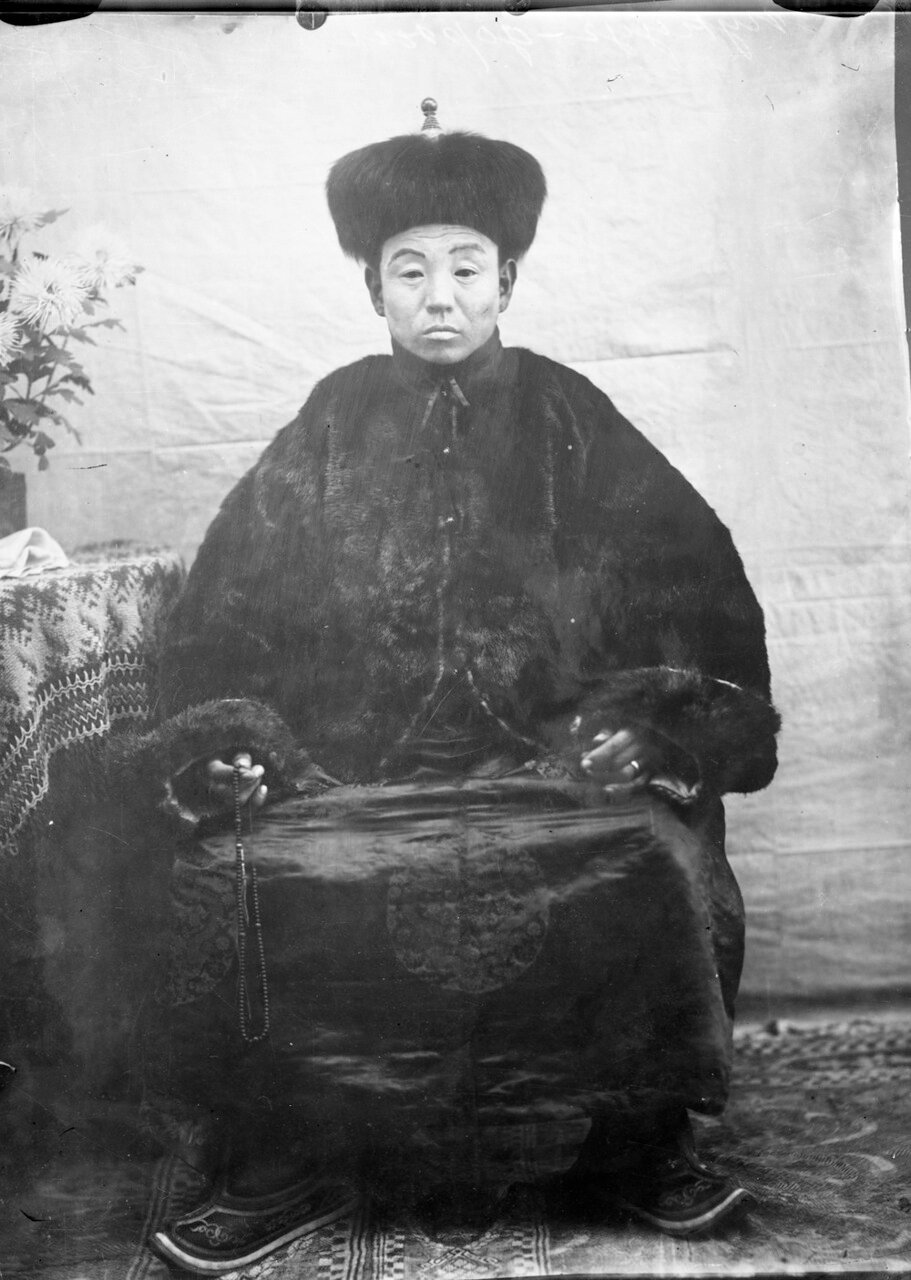
达喇嘛彭朝克道尔吉

彭朝克道尔吉（羅馬化：Puntsagdorj；1877年—1922年），蒙古族，籍贯不详，外蒙古藏传佛教僧侣、达喇嘛，曾任大蒙古国内务部长。

## 生平
1920年蒙古人民党派团赴苏维埃俄国求援，以争取获得布尔什维克的支持。当时，他们需要一封博克多汗的亲笔信，但他们中间谁都没办法接近博克多汗。当时任达喇嘛的彭朝克道尔吉具有蒙古民族主义观念，并且正在支持和帮助革命者们。达木丁·苏赫巴托尔和其他革命者们于是决定联系“音喀尔（Duinkhar，或Düinkher）达喇嘛”彭朝克道尔吉，通过他的帮助获得此信。
1920年7月25日，该党留在京都库伦的人员通过彭朝克道尔吉成功获得了博克多汗的一封亲笔信，信中要求苏维埃俄国支持蒙古人抗击中国军阀。苏赫巴托尔、达理扎布·洛索勒和丹斯兰比勒格·道格松于7月下旬携带该信启程赴俄罗斯。
1921年7月初，苏俄红军、远东共和国军队及蒙古人民军占领了库伦，蒙古人民革命成功，蒙古人民党组建政府。道格索姆·鲍道被任命为总理兼外交部长，达木丁·苏赫巴托尔任军事部长及总司令，索林·丹增任财政部长，达喇嘛彭朝克道尔吉任内务部长，贝勒马克思尔扎布任司法部长。
1922年8月，道格索姆·鲍道因被指控同前内务部长彭朝克道尔吉等人组织反革命团体而被逮捕。同年，道格索姆·鲍道、彭朝克道尔吉及其他13人均被处决。